# Lamonggracht
De Lamonggracht is een gracht met bijbehorende kaden in Amsterdam-Oost, ingedeeld bij de Indische Buurt.

## Geschiedenis en ligging
De gracht werd eind jaren negentig gegraven op het Java-eiland dat toen werd opgebouwd van aanlegplaats voor schepen tot woongebied. Ze doorsnijdt net als drie andere grachten het "eiland" van noord (het IJ) naar zuid (IJhaven). De gracht kreeg al op 23 maart 1994 haar naam (op de tekentafel), een vernoeming naar de Indonesische rivier Lamong op Java. De inrichting van de gehele wijk was in handen van Sjoerd Soeters.

## Gebouwen
De huisnummers lopen op van 1 tot en met 20, verdeeld over beide kaden. De bouwstijl van de panden is van rond 1995, waarbij architecten als Art Zaaijer inspiratie haalden uit de eeuwenoude bebouwing binnen de grachtengordel. Alle buurpanden zien er anders uit, maar hetzelfde type woningontwerp kan wel elders in de wijk gevonden worden. Alle gebouwhoogten en voorgevels verschillen op dezelfde wijze. Daarbij staan sommige soortgelijke panden tegenover elkaar, maar niet in de juiste volgorde, waardoor een spiegelbeeld wordt voorkomen.

## Kunstwerken
Over de gracht liggen Word en Society, twee bouwkundige en artistieke kunstwerken, zogenaamde letterbruggen. Een derde brug Lamong genaamd heeft meer het uiterlijk van een klassieke brug.

## Afbeeldingen

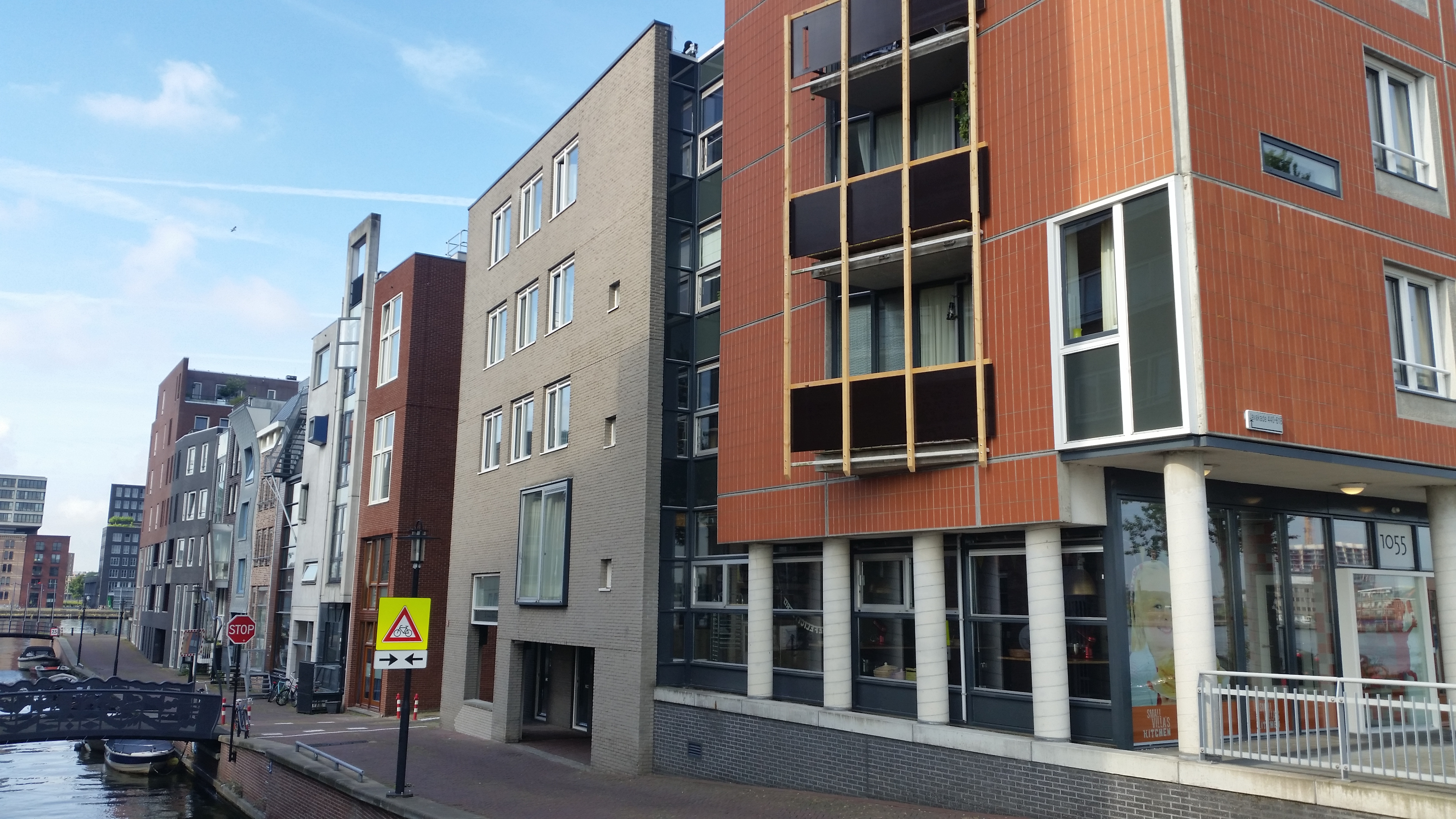
Lamonggracht, even huisnummers (juli 2019)
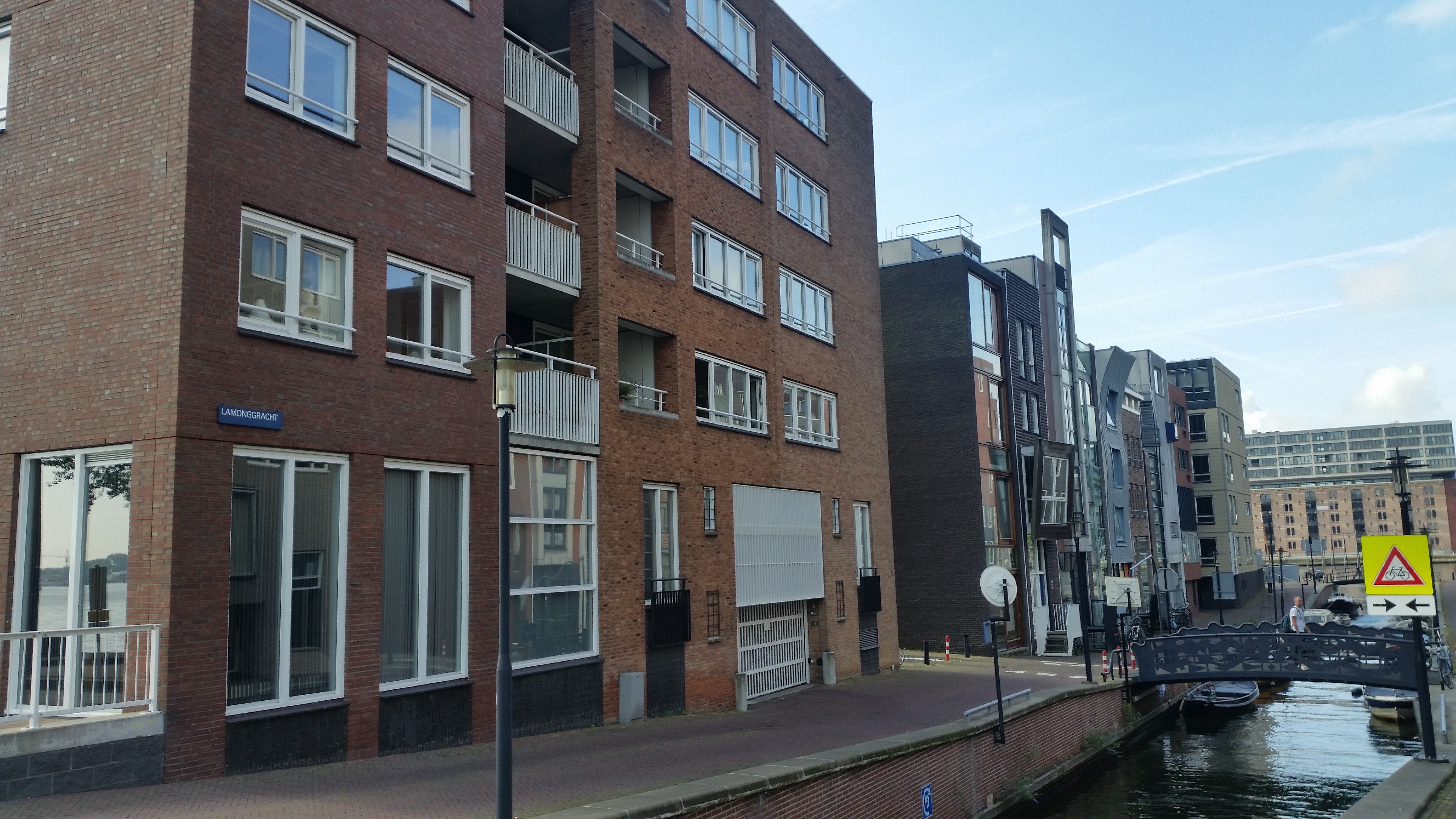
Lamonggracht, oneven huisnummers (juli 2019)
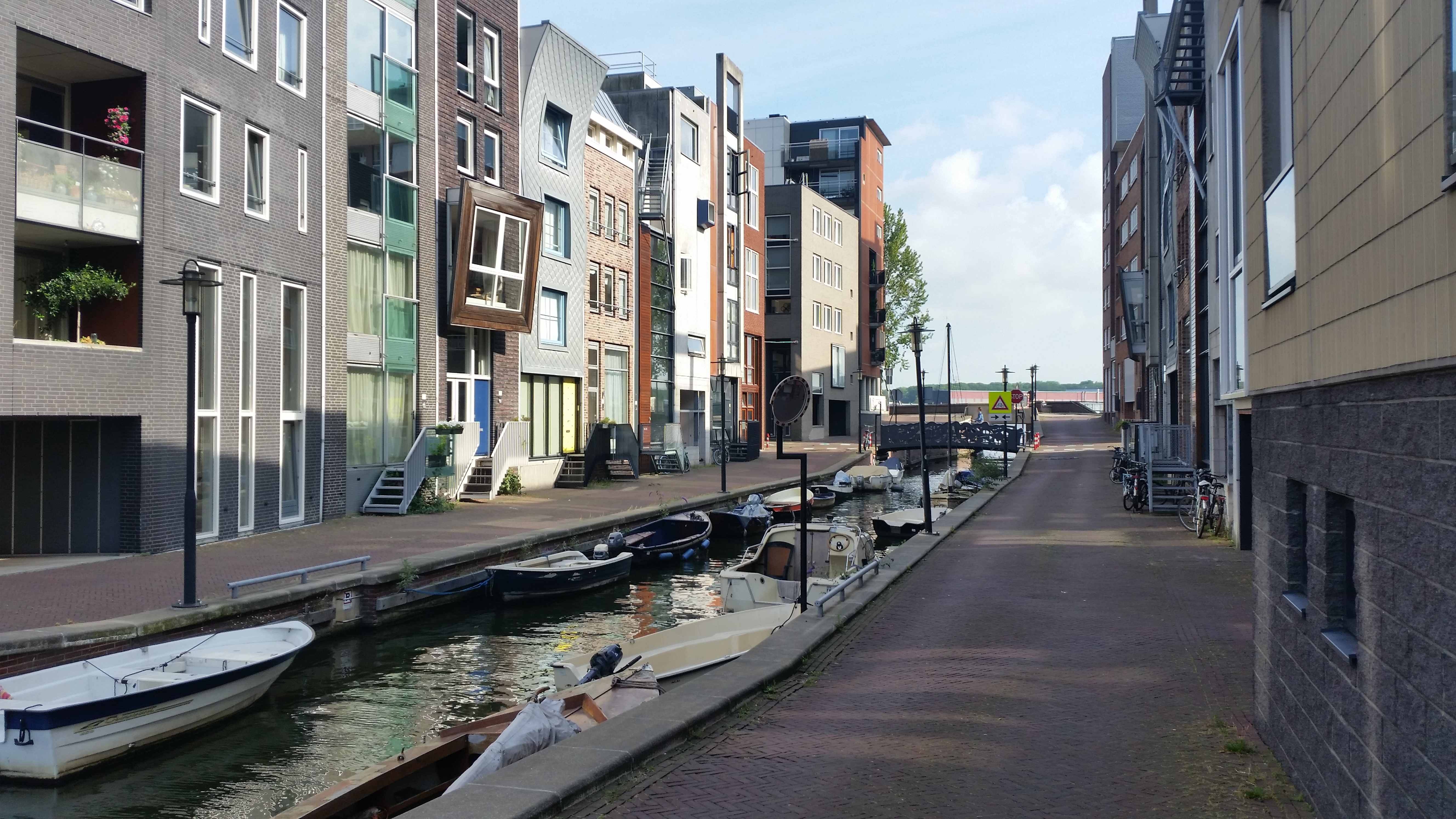
Lamonggracht van zuid (voor) naar noord met op de achtergrond Amsterdam-Noord (juli 2019)